# 더 D 라스베이거스

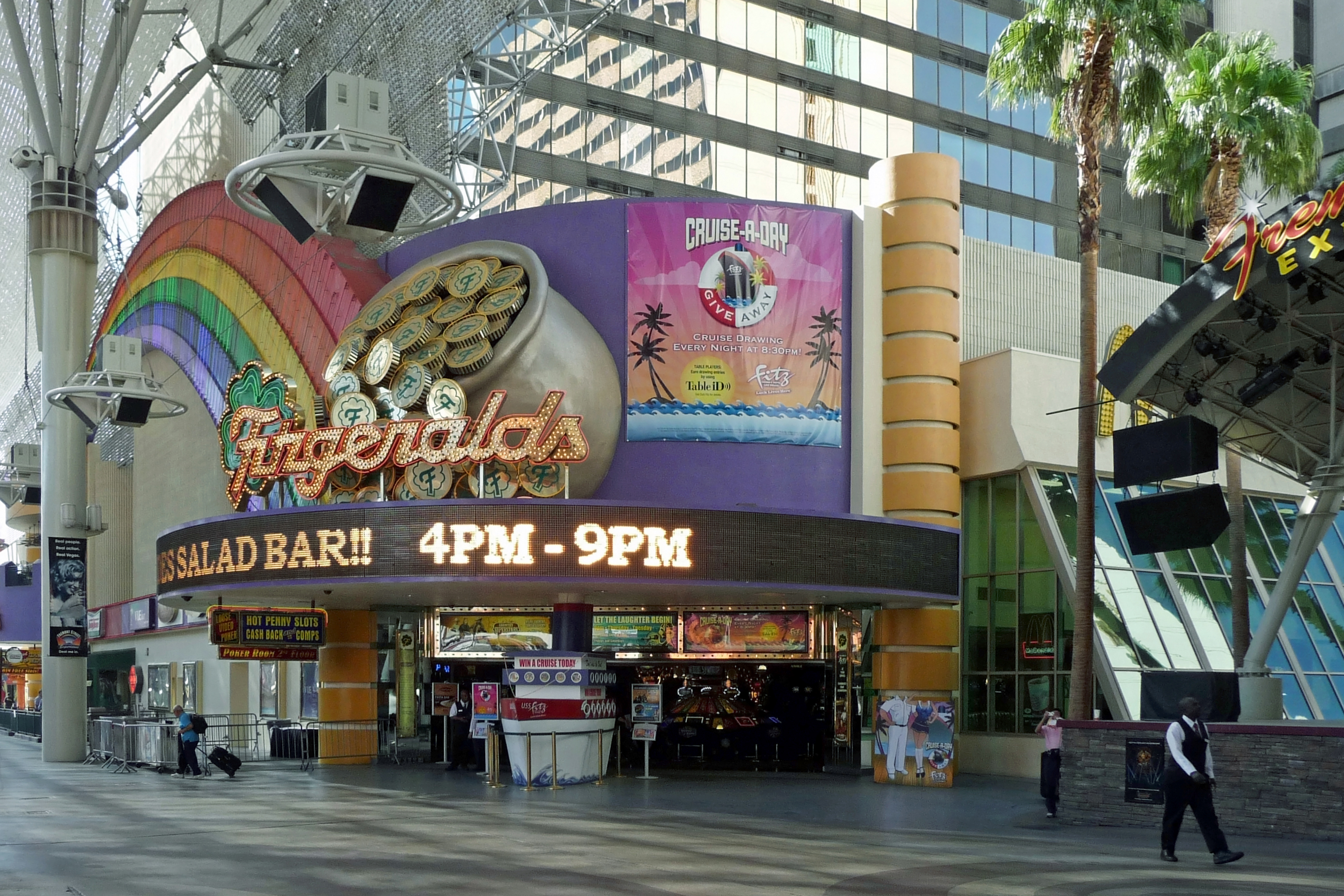
피츠제럴즈 호텔 & 카지노 때의 모습

더 D 라스베이거스(The D Las Vegas)은 미국 네바다주 라스베이거스에 있는 호텔, 카지노이다. 방의 개수는 638개이다.